# Kardiológia

Animáció a szívről és az elektrokardiogramról (EKG-hullám); az EKG a kardiológia egyik legalapvetőbb és legfontosabb vizsgáló eszköze

A kardiológia a belgyógyászat egyik ága, mely a szív és az erek betegségeivel foglalkozó tudományág. A terület orvosi végzettségű specialistáit kardiológusoknak nevezzük.
A kardiológusok nem összetévesztendőek a (cardiothoracic, ill. kardiovaszkuláris) szívsebészekkel, akik a szegycsont átmetszésével (sternotomia) műtenek. Ez a szíven és ereken végzett nyílt műtéti eljárásokat jelenti.

## A szív
A kardiológia központi területe, a szív számos anatómiai (kamrák, pitvarok, szívbillentyűk) és fiziológiai (pl. systole, szívhangok, utóterhelés) jellemző vizsgálatának tárgya. A szív rendellenességei szívbetegséghez és kardiovaszkuláris betegséghez vezetnek, ezek vezető halálokok.
A szív fő feladata, hogy vért juttasson a szervezet minden részébe. A vért a testből a tüdők segítségével pumpálja a nagy vérkör és a kis vérkör révén, ezután következik a vér visszajuttatása a testbe. Ez azt jelenti, hogy a szív az egész testtel kapcsolatban van és befolyásolja azt. A kardiológia túlnyomórészt a szív betegségeivel foglalkozik, továbbá működésének helyreállításával, amennyiben ez lehetséges.
A szív egy izom, mely vért présel és szivattyúként működik. A szív minden része működésképtelenné válhat.
A szívműködés maga felosztható mechanikai és elektromos részre.
A szív elektromos működésének lényege a szívizom sejtjeinek periodikus összehúzódása, melyet a szinuszcsomóban található biológiai ütemadó idéz elő. Az elektromos aspektusok vizsgálata az elektrofiziológia egyik alterülete, neve szív-elektrofiziológia és lényeges vizsgáló eszköze az elektrokardiográfia (EKG).
A keletkező akciós potenciálok speciális mintát követve terjednek el az egész szívben, a potenciált a szív elektromos vezetési rendszere hordozza. Az elektromos rendszer működésképtelensége többféle módon is beállhat, pl. Wolff–Parkinson–White-szindróma, ventrikuláris fibrilláció és szív blokk útján.

## A kardiológia története

### 1900-ig
Az emberek a kezdetektől különösen érzékeny szervnek tartották a szívet, erre utalnak Spanyolországban felfedezett kőkorszaki barlangrajzok. Kínai, görög és római gyógyítók különös figyelmet szenteltek a pulzusnak mint a mechanikus szívtevékenység jelzőjének. Khalkedoni Hérophilosz görög orvos i. e. 300 körül konstruált egy zsebvíziórát a pulzus mérésére. Kb. 2000 évvel ezelőtt a római író, Seneca így írta le angina pectorisát: „Az eset rövid lefolyású és egy viharhoz hasonlít. Más panaszok esetén egy betegséggel kell küzdenünk, de ilyenkor a halállal.“ A modern kardiológia kezdete 1628-ra tehető, ekkor jelentette be William Harvey angol orvos a vérkeringés felfedezését.
1733-ban Stephen Hales angol pap és tudós először mérte a vérnyomást véres, azaz ún. invazív módon, egy ló közös fejverőerébe injekciós tűt szúrt, majd azt egy üveghengerrel összekötötte. A legrégibb szívgyógyszer a gyűszűvirág, melynek az ödéma kezelésében mutatott előnyeiről 1785-ben William Withering írt. 1816-ban találta fel a francia René Théophile Hyacinthe Laënnec a sztetoszkópot, mely első formájában egyszerű, lehallgatást lehetővé tevő fahengerekből állt. Már a 19. század végén voltak mindkét fül számára kialakított rugalmas csövekkel felszerelt sztetoszkópok. Az indirekt "nem véres", azaz nem invaziv vérnyomásmérés egyik korai készüléke Karl von Vierordt (1818–1884) német fiziológus szfigmográfja volt. Az első vérnyomásmérő készüléket Samuel Siegfried Karl Ritter von Basch (1837–1905) osztrák patológus találta fel. 1896-ban Scipione Riva-Rocci olasz orvos egy karszalaggal ellátott, vérnyomásmérésre alkalmas eszközt írt le, melyet Harvey Williams Cushing fejlesztett tovább, 1905-ben pedig a mérés módszerét Nyikolaj Szergejevics Korotkov orosz orvos módosította. Manapság csak ritkán mérnek Riva-Rocci módszere szerint. (Ilyen esetben a mért vérnyomást az RR rövidítéssel jelölik. Manapság a gyakorlatban a Korotkov módszere szerint mért vérnyomást is hibásan RR felirattal jelzik.)

### 20. század
A 20. század során a szív- és vérkeringési megbetegedések súlya komolyan megnőtt. A század elején világszerte a halálozások kevesebb mint 10%-áért voltak felelősek, a vége felé az ipari országokban majdnem 50%-ért, a fejlődő országokban 25%-ért. Az arányok ezen változása a fertőző betegségek és az alultápláltság révén bekövetkező, korábban leggyakoribb halálokok visszaszorulásával és a magasabb várható élettartammal magyarázható. Mivel a szív- és vérkeringési megbetegedések gyakorisága az életkorral nő, már a várható élettartam növekedése – az Egyesült Államokban az 1900-as 49,2 évről a 2000-es 76,9-re – is magyarázza a változás nagy részét.
A 20. század elején kristályosodott ki a kardiológia a belgyógyászaton belüli önálló kutatási területként. 1907-ben Párizsban adták ki az „Archives de Maladies du Cœur et des Vaisseaux“ c. szaklap első számát, 1909-ben Bécsben pedig a „Zentralblatt für Herz- und Gefäßkrankheiten“ címűt. Angliában 1910-ben következett a „Heart“ c. folyóirat, az Amerikai Egyesült Államokban 1925-ben az „American Heart Journal“. Ugyancsak 1925-ben az Egyesült Államokban megalapították az első kardiológiai szaktársaságot „American Heart Association“ néven. Ezt 1927-ben a „Deutsche Gesellschaft für Kardiologie“, Európa első szaktársasága követte, mely tagságának létszáma működése első tíz évében 180-ról 300-ra nőtt.
1903-ban fejlesztette ki a holland Willem Einthoven az elektrokardiográfot (EKG). A beteg kezeit és lábait sóoldatba mártották a szívelektromosság elvezetésére. Csak az 1940-es években következett a kéz- és lábízületekre erősített fémlapok segítségével történő felvétel, mely során a végtagok drótokkal voltak a felvevőkészülékhez kapcsolva. A szívritmuszavarok mai kezelési módja többek között a japán Tavara Szunao munkáján alapul, aki 1906-ban Ludwig Aschoff marburgi patológus mellett végzett tevékenysége során nyilvánosságra hozta a szív ingerképző- és ingerületvezető rendszerének tulajdonságait.
1929-ben következett az első tágabb értelemben vett szívkatéterezés során, Werner Forßmann, akkori sebészeti asszisztensorvos, későbbi urológus Eberswaldében a karja vénáján keresztül egy gumicsövet vezetett szíve jobb pitvarába. 1941-ben hozta nyilvánosságra André Frédéric Cournand a szívkatéterezéssel mint diagnosztikai módszerrel szerzett tapasztalatait. 1956-ban orvosi Nobel-díjat kaptak érte.

## Kardiológiai megbetegedések
A kardiológia a következő, főbb betegségcsoportokkal foglalkozik:
Az endocardium betegségei
- A szívbelhártya nem fertőzéses gyulladása (Noninfektív endocarditis)
- A szívbelhártya fertőzéses gyulladása (Infektív endocarditis)
- A szívbelhártya kötőszövetes elfajulása (Endocardium fibrosis)

Szerzett billentyűhibák
- A kéthegyű billentyűszájadék szűkülete (Mitralis stenosis)
- A kéthegyű billentyűszájadék elégtelensége (Mitralis insufficientia)
- A kéthegyű billentyű vitorlájának előreesése (Mitralis billentyű prolapsusa)
- A főverőér szájadékának szűkülete (Aortastenosis)
- A főverőér szájadékának elégtelensége (Aortainsufficientia)

Veleszületett szívbetegségek
- A tüdőverőér szájadékának szűkülete (Pulmonalis stenosis)
- Az aortaszoros szűkülete (Aortaisthmus-stenosis)
- Bal-jobb átfolyással (shunt)-tel járó veleszületett szívhibák
- Jobb-bal átfolyással (shunt)-tel járó veleszületett szívhibák

Szívelégtelenség
A szívizom elfajulásai (Cardiomyopathiák)
- Szívtágulattal járó szívizomelfajulás (Dilatatív kardiomiopátia)

Szívizomgyulladás (Myocarditis)
Szívburokgyulladás (Pericarditis)
Koszorúér-betegség

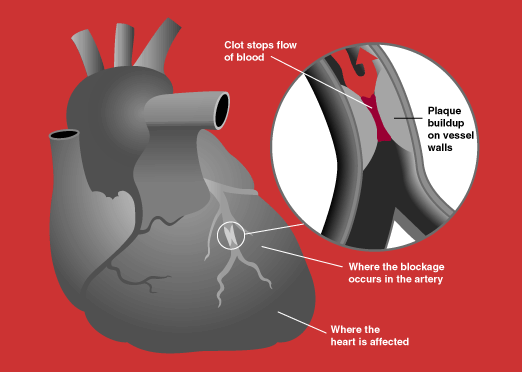
Szívinfarktus (Acut myocardialis infarctus; AMI)
Szívtáji szorító fájdalom (Angina pectoris)
Szívritmuszavarok
Hypertonia (Hypertonia)
Alacsony vérnyomás (Hypotonia)
A veseartéria szűkülete (Arteria renalis stenosis)
A mellékvese velőállományának daganata (Phaeochromocytoma)
Kardiogén sokk
Szív- és keringésleállás

## Vizsgálatok
A kardiológia nemcsak a szív vele született és szerzett megbetegedéseire koncentrál, hanem a vérkeringésre és a szívközeli véredényekre is. Az ezek alapján meghatározott szív- és érrendszeri, ill. kardiovaszkuláris megbetegedések fogalma tartalmazza többek között a magas vérnyomás, az agyi érkatasztrófa, a perifériás artéria-elzáródás betegségeket is, nincs azonban pontosan körülhatárolva. A nem közvetlenül a szíven keletkező betegségek diagnózisa és kezelése során átfedések vannak más szakterületekkel, mint pl. az angiológiával, a neurológiával és a pulmonológiával.

### 1.Anamnézis
A szívbetegek gyakran a betegség egészen késői szakáig tünetmentesek, amikor is katasztrofális esemény következhet be. A kardiológiai betegségek nagy része szívizomelhalás, ritmuszavar vagy a szív csökkent pumpafunkciója miatt lép fel.
A betegeknél felléphetnek specifikus vagy aspecifikus tünetek (fáradtság, fáradékonyság, anorexia – étvágytalanság). Specifikusan két fő tünet szokott jelentkezni, egyrészt a szív eredetű fájdalom (angina pectoris), másrészt a légszomj, nehézlégzés (dyspnoe), ezeken kívül még gyakori a szív megbetegedése miatt kialakuló agyi vérellátási zavar miatt fellépő időleges eszméletvesztés (syncope cardialis), valamint az az érzés amikor a beteg érzi saját szívének a dobogását (palpitatio).

### 2. Fizikai vizsgálat

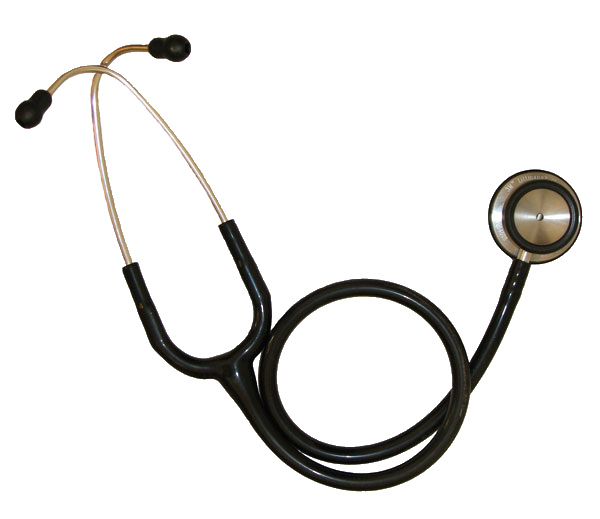
Egy sztetoszkóp.

A fizikai vizsgálat az általános állapot megfigyelésével kezdődik (inspectio). Tapasztalható légszomj (dyspnoe) fizikai megterhelésre vagy akár nyugalomban is, az utóbbi esetben a beteg felül az ágyban, vagy akár több párnát is rak a feje alá. A betegek bőrén, nyálkahártyáján, körmein szederjesség (kékes elszíneződés – cyanosis) figyelhető meg, ami legjobban az ajkakon és a nyelven látható. A szem szaruhártyáján idő előtti ív figyelhető meg (arcus corneae), mely párosulhat koleszterin- és zsirlerakódásból álló sárga csomókkal a bőrben (xanthelasma) vagy a bőrön (xanthoma).
A szívelégtelenségben szenvedő betegeknél, a bőr ujjal való megnyomását (főleg a lábszár alsó részén) követően néhány percen át megmaradhat a bőrben az ujjbegy lenyomata (ujjbegynyomatot tartó ödéma – oedema).
Az arteria radialis pulsatiójának a vizsgálata információt nyújt a szív frekvenciájáról és ritmusáról, az erek teltségéről és az érfal rugalmasságáról.
A mellkas kopogtatásával (percussio) többek között információ nyerhető a szív hozzávetőleges méretéről és elhelyezkedéséről.
A kardiológiai fizikai vizsgálat egyik legalapvetőbb eszköze a sztetoszkóp („mellvizsgáló”), mely alkalmas a szív működése közben létrejövő szívhangok észlelésére. Ez az eljárás a hallgatózás (auscultatio)

### 3. Diagnosztikai vizsgálatok
- Elektrokardiográfia (EKG) – alkalmas a szív által keltett elektromos ingerület rögzítésére. A vizsgálat elvégezhető nyugalmi állapotban, vagy fizikai terhelés alatt futószőnyegen vagy szobabiciklin. Lehetőség van az elektromos ingerület megfigyelésére miközben a páciens igyekszik a szokásos napi teendőit végezni 24 órán keresztül, az úgynevezett Holter-monitorozás segítségével, mely egy könnyű EKG-készülék, melyet a beteg, derekára erősítve visel.
- Mellkasröntgen (MRTG)
- Echocardiographia – egy vagy két dimenziót néz
- Doppler-ultrahang – áramlásvizsgáló
- Színes-Doppler
- Transoesophagealis echocardiographia (TEE)
- Nuclearis kardiológia – Technécium vagy Tallium alapú anyagokat intravénásan beadva, ezeket albuminhoz kötve, vagy a beteg vérében található vörösvértestekhez csatlakoztatva, eljutnak a szívüregbe, ahol megmérhető a radioaktivitásuk, ami által kiszámítható a szív funkciója, vagy elkülöníthetőek egymástól az infarktusos területek.
- Szívkatéterezés – a katétert képerősítő alatt vezetik fel a jobb vagy a bal szívfélbe, a katéter csúcsánál mérhető a szívben uralkodó nyomás, ami alapján számos kardiológiai megbetegedés diagnosztizálható.
- Angiographia – az előzőhöz hasonlóan ebben az esetben is katétert vezetnek be a szervezetbe, ezen keresztül a röntgensugarak számára átláthatatlan anyagot juttatnak a szívbe vagy az erekbe. Egyik formája a coronaria-angiographia, mellyel a koszorúeret vizsgálják, másik változata a digitalis subtractiós angiographia, melyet a perifériás artériák vizsgálatához használnak.
- MRI – mágneses rezonancia

## Képzés
Az orvosok kardiológiai képzése és a tevékenység ezt követő engedélyezésének szabályozása országfüggő. Pl. az Egyesült Államokban az American Board of Internal Medicine 16 szakágban oszt ki engedélyeket, ezek közül a kardiológia az egyik.

## Állatorvosi kardiológia
Az állatorvoslás területén is nő a kardiológia szerepe, különösen a kutyák és macskák esetében. Bár haszonállatoknál is előfordulhatnak esetenként – elsősorban állatbetegségekkel összefüggésben – szívbetegségek, de ha ezek egyáltalán kezelésben részesülnek, a műveletet nem kardiológiára specializált állatorvosok végzik.
Az állatorvosi kardiológia leginkább kutyák, macskák és lovak szívbetegségeivel foglalkozik. A kisebb állatok esetén a páciensek kb. 11%-a mutatja szívmegbetegedés jeleit. A hangsúly a szerzett szívbetegségeken van, mely a kisebb kutyafajtáknál elsősorban billentyűbetegségeket (endocarditis), nagy testű kutyák esetén főleg szívizombetegségeket (dilatatív kardiomiopátia) jelent. A kardiomiopátia macskákban is kialakulhat, esetükben azonban gyakoribb a hipertrófiás változat az utóbbi években növekvő mértékben diagnosztizált pajzsmirigy-túlműködés következtében. A korábban fellépő táplálékfüggő szívizombetegségek (többnyire dilatatív kardiomiopátia bizonyos kutya- és macskafajok esetében) az időközben elterjedő ipari keveréktápoknak köszönhetően csak ritkán lépnek fel. Az Egyesült Államok déli államaiban és a Földközi-tenger térségében ezeken kívül a szívférgesség (dirofilariózis) játszik komolyabb szerepet.
A kisállatkardiológia további súlypontjává vált az utóbbi években a vele született szívbetegségek vizsgálata. A fajtatiszta kutyákat, ill. macskákat tenyésztő szervezetek így próbálják meg az egyes fajtáknál sűrűn fellépő szívbetegségeket tenyésztői úton megszüntetni (pl. boxer: aortasztenózis; újfundlandi, ír farkaskutya: dilatatív kardiomiopátia; Maine Coon macska: hipertrófiás kardiomiopátia). A szívkoszorúér megbetegedései állatoknál – az emberekkel ellentétben – szinte sohasem lépnek fel.
A lovaknál elsősorban a fertőzéses megbetegedésekkel összefüggő szívizomgyulladások, a táplálkozás-, ill. anyagcserefüggő myocardosis, a szívbillentyű-zavarok (főleg az aortabillentyű károsodása) és a szívritmuszavarok játszanak szerepet.

## Kapcsolódó oldalak
- Pulzusmérő
- Vérnyomás
- Vérkeringés
- Elektrokardiográfia